# Hermanos Diaz (нефтеперерабатывающий завод)
Нефтеперерабатывающий завод "Hermanos Diaz" (исп. la refinería "Hermanos Díaz") — промышленное предприятие в городе Сантьяго-де-Куба.

## История
Строительство завода для переработки импортной нефти из стран Южной Америки в бензин, керосин и дизельное топливо американской компании «Texaco Oil» на окраине города началось в июне 1957 года, к нему была проложена железнодорожная линия длиной 11 км. Основным поставщиком сырой нефти для переработки в нефтепродукты до конца 1958 года являлась Венесуэла.
13 марта 1958 года группа повстанцев под командованием Хуана Альмейдо Боска предприняла попытку атаковать завод, но была замечена охранниками при попытке преодолеть освещенный электрическими фонарями забор из колючей проволоки и отступила.
После победы Кубинской революции в январе 1959 года США прекратили сотрудничество с правительством Ф. Кастро и стремились воспрепятствовать получению Кубой помощи из других источников. Власти США ввели санкции против Кубы. Продажа нефти и нефтепродуктов была прекращена.
В этих условиях в 1960 году началось сближение Кубы с СССР и другими социалистическими государствами.
В феврале 1960 года было подписано советско-кубинское торговое соглашение, в соответствии с которым СССР начал поставки нефти на Кубу. В мае 1960 года американские компании «Эссо стандарт ойл» и «Texaco Oil» и английская «Бритиш датч шелл» прекратили ввоз нефти на Кубу и дали указания своим заводам не перерабатывать нефть из СССР (в это время на Кубе были только два НПЗ, принадлежавшие иностранным компаниям).
28 июня 1960 года правительство Кубы приняло декрет № 166, в соответствии с которым 3 августа 1960 года НПЗ был национализирован, в дальнейшем он получил название "Hermanos Diaz" (в честь погибших братьев Emiliano Díaz и Carlos Manuel Díaz, сражавшихся против диктатуры Ф. Батисты).
В марте 1961 года НПЗ обстреляло судно без флага и опознавательных знаков.
В дальнейшем, завод был оснащён новым оборудованием. Реконструкция завода позволила построить в районе Сантьяго-де-Куба крупную тепловую электростанцию. В 1980 году мощность завода составляла около 2 млн. тонн нефти в год. По состоянию на начало 1980-х годов завод являлся одним из трёх НПЗ в стране, основной продукцией являлись моторное топливо и мазут.
В 1987 году при содействии СССР на заводе была построена и введена в эксплуатацию нефтеперерабатывающая установка мощностью 1,5 млн. тонн нефти в год.

## Современное состояние
Завод является одним из крупнейших предприятий города Сантьяго-де-Куба и одним из четырёх нефтеперерабатывающих заводов страны.